# Leptogaster altacola
Leptogaster altacola là một loài ruồi trong họ Asilidae. Leptogaster altacola được Martin miêu tả năm 1957. Loài này phân bố ở vùng Tân Bắc giới.